# DIRC1
DIRC1 (англ. Disrupted in renal carcinoma 1) – білок, який кодується однойменним геном, розташованим у людей на 2-й хромосомі. Довжина поліпептидного ланцюга білка становить 104 амінокислот, а молекулярна маса — 11 440.
| 10         |  | 20         |  | 30         |  | 40         |  | 50         |
| ---------- |  | ---------- |  | ---------- |  | ---------- |  | ---------- |
| MPEAHMQPAK |  | LQTSLPTTDH |  | GSKKPVSCYL |  | PPLSNAHPMC |  | IEVQNAQNCS |
| SAAATLEPSI |  | ISDTCFYKPI |  | TKDQLSSRSE |  | LNTVRLKCLN |  | SLRGWKILNQ |
| LSLT       |  |            |  |            |  |            |  |            |

A: Аланін

C: Цистеїн

D: Аспарагінова кислота

E: Глутамінова кислота

F: Фенілаланін

G: Гліцин

H: Гістидин

I: Ізолейцин

K: Лізин

L: Лейцин

M: Метіонін

N: Аспарагін

P: Пролін

Q: Глутамін

R: Аргінін

S: Серин

T: Треонін

V: Валін

W: Триптофан